# Мир (орбитална станция)
Вижте пояснителната страница за други значения на Мир.
„Мир“ (на руски: Мир) е съветска (по-късно руска) орбитална станция. „Мир“ е първата дълговременно обитаема станция и първата от „второто поколение космически станции“, реализирана чрез редица свързани помежду си модули. Представлява сложен, многоцелеви научноизследователски комплекс.
Изстреляна е на 20 февруари 1986 г. и приводнена на 23 март 2001 година в Тихия океан.

## История
През 1976 г. Конструкторско бюро Енергия прави предложение за създаване на усъвършенствани дълговременни орбитални станции. Предварителният проект започва през август 1978 година, а през февруари 1979 г. – същинската работа по създаването на орбителна станция от ново поколение, централния ѝ блок, бордово и научно оборудване. В началото на 1984 година ресурсите на проекта са пренасочени към програмата „Буран“ и работата по „Мир“ практически замира. Проектът е задвижен отново по заповед на Секретаря на ЦК на КПСС Г. В. Романов, който нарежда станцията да бъде завършена до XXVII конгрес на КПСС.
Централният модул на станцията е изведен в околоземна орбита на 20 февруари 1986 г. През следващите 10 години са изстреляни и скачени още шест модула.
От 1995 г. станцията започват да посещават и международни екипажи. От общо 15-те последвали експедиции, 14 са с участие на космонавти от Сирия, България, Афганистан, Франция (5 пъти), Япония, Великобритания, Словакия, Австрия и Германия (2 пъти).
В рамките на програмата „Мир-Шатъл“ се извършват 7 кратковременни експедиции от совалките „Атлантис“ и една от „Индевър“, като станцията „Мир“ е посетена от 34 астронавти.
Към края на 90-те години на ХХ век на станцията започват да възникват множество проблеми с различни прибори и системи. Правителството на Русия взема решение да изведе от орбита и приводни станцията, позовавайки се на високите разходи за поддръжка. Някои смятат, че решението е взето под натиск от страна на правителството на САЩ в полза на Международната космическа станция. На 23 март 2001 година, след като е надхвърлила трикратно проектния си живот, станцията „Мир“ е приводнена в южната част на Тихия океан до островите Фиджи.
Общо на станцията са работили 104 космонавти от 12 страни.
Рекорди на станцията:
- Валери Поляков – най-продължително пребиваване в орбита без прекъсване – 438 денонощия (1995 г.)
- Шанън Лусид – най-продължително пребиваване на жена в орбита без прекъсване – 188 денонощия (1996 г.)
- Рекорд по брой космически експерименти – 23 000.